# 962

962(구백육십이)는 961보다 크고 963보다 작은 자연수다.

## 수학
- 합성수로, 그 약수는 1, 2, 13, 26, 37, 74, 481, 962다. 진약수의 합은 634이므로, 962는 부족수다.
- 자릿수 제곱합이 제곱수인 75번째 자연수이자, 이 성질을 지닌 가장 큰 세 자리 수다. 이 성질을 지닌 앞의 수는 926, 다음 수는 1000이다. (OEIS의 수열 A175396)
  - {\displaystyle 9^{2}+6^{2}+2^{2}=81+36+4=121=11^{2}}
- {\displaystyle 962=3^{4}+4^{4}+5^{4}}
  - 연속하는 세 자연수의 네제곱합으로 나타낼 수 있으며, 이 성질을 지닌 앞의 수는 353, 다음 수는 2177이다.
- {\displaystyle 962=1^{2}+31^{2}=11^{2}+29^{2}}
  - 서로 다른 두 자연수의 제곱합으로 나타내는 방법이 두 가지인 수다.
- {\displaystyle 31^{4}-1}은 962로 나누어떨어진다.

## 과학·기술
- NGC 962: 양자리 방향에 있는 은하.
- 962 아슬뢰크(영어판): 소행성.
- 포르쉐 962(영어판): 포르쉐의 경주용 자동차.

## 교통
- 유럽 고속도로 962호선: 그리스 엘레프시나에서 테베까지 이어지는 유럽 고속도로.

## 군사
- U-962(영어판): 제2차 세계 대전에 사용된 나치 독일의 군용 잠수함.

## 문화유산
- 대한민국의 보물 제962호: 묘법연화경 권6~7

## 방송
- 지니 TV의 드림웍스 채널 채널 번호.

## 기타
- 연도: 962년, 기원전 962년